# Parathyridium sulcatum
Parathyridium sulcatum är en skalbaggsart som beskrevs av Friedrich Ohaus 1905. 
Parathyridium sulcatum ingår i släktet Parathyridium och familjen Rutelidae. Inga underarter finns listade i Catalogue of Life.